# Jahndenkmal (Worms)

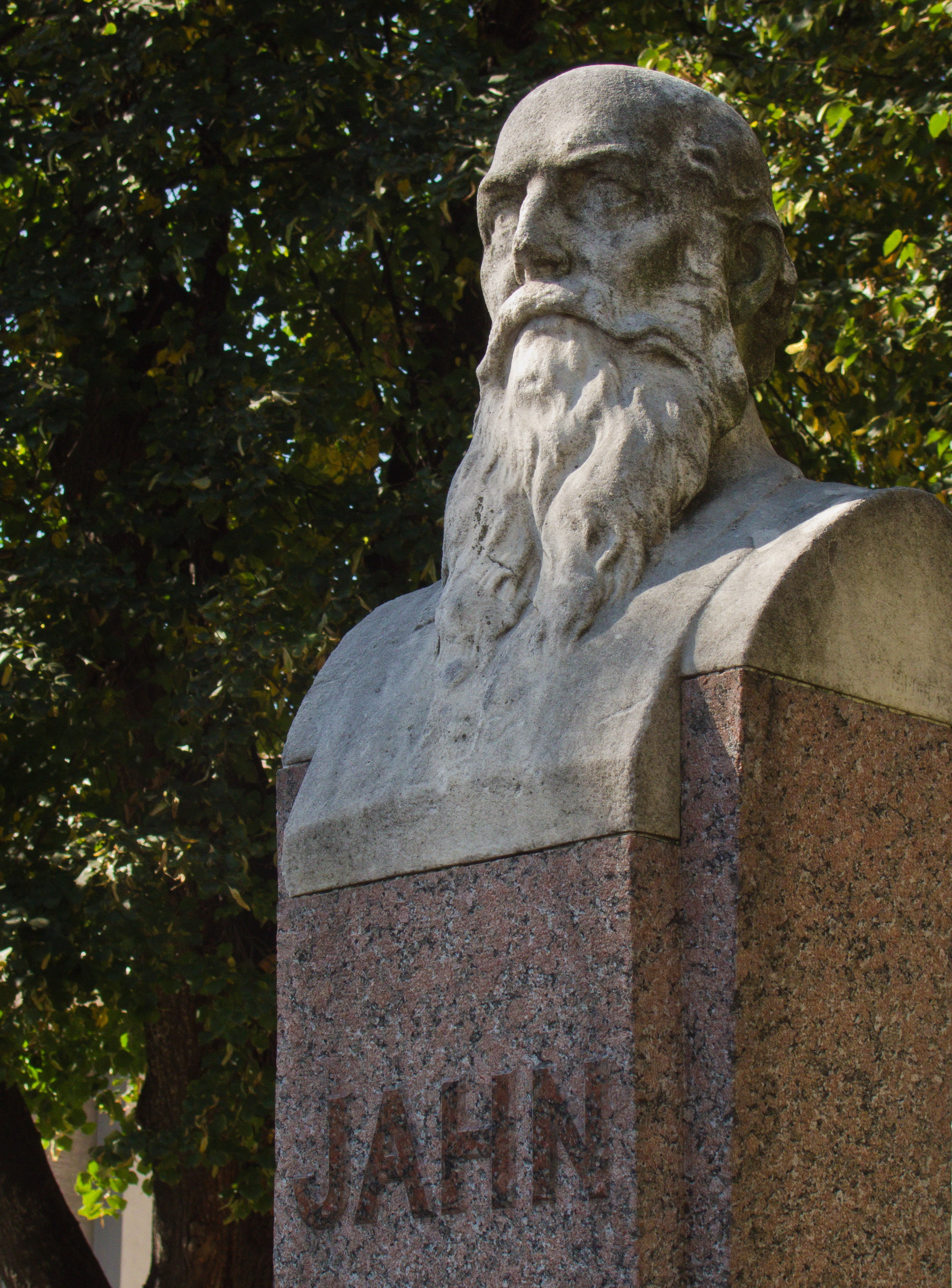
Das Jahndenkmal in Worms

Das Jahndenkmal in der rheinland-pfälzischen Stadt Worms ist ein Denkmal zu Ehren des „Turnvaters“ Friedrich Ludwig Jahn.
Das 1906 errichtete Denkmal befindet sich auf dem Jahnplatz an der Ludwigstraße gegenüber der Jahn-Turnhalle, die auch nach ihm benannt wurde. Es handelt sich bei dem von Ernst Müller-Braunschweig entworfenen Denkmal um eine steinerne Büste, welche auf einem Podest aus rotem Granit steht.
Das Denkmal steht dort seit seiner Errichtung in unveränderter Form.